# Vitrolles-en-Lubéron
Vitrolles-en-Luberon là một xã trong tỉnh Vaucluse thuộc vùng Provence-Alpes-Côte d’Azur ở đông nam nước Pháp. Xã này nằm ở khu vực có độ cao trung bình 650 mét trên mực nước biển.